# Jacek Fafiński
Jacek Fafiński, född den 21 oktober 1970 i Lubawa, Polen, är en polsk brottare som tog OS-silver i lätt tungvikt i grekisk-romersk stil i brottning vid olympiska sommarspelen 1996 i Atlanta. 